# داني بارنز
داني بارنز هو لاعب كرة قاعدة كندي، ولد في 21 أكتوبر 1989 في مانهاست في الولايات المتحدة.

## وصلات خارجية
- داني بارنز على موقع دوري كرة القاعدة الرئيسي (الإنجليزية)
- داني بارنز على موقعبيزبول رفرنس.كوم (الدوري الرئيسي) (الإنجليزية)
- داني بارنز على موقعبيزبول رفرنس.كوم (الدوري الثانوي) (الإنجليزية)
- داني بارنز على موقع إي إس بي إن.كوم (أم.أل.بي) (الإنجليزية)
- داني بارنز على موقع مشجعي الرسوم البيانية (الإنجليزية)